# Câmp magnetic stelar

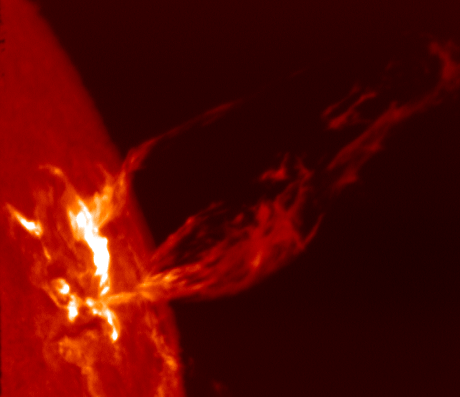
Câmpul magnetic al Soarelui și ejecția masivă a radiațiilor

Câmpul magnetic stelar este un câmp magnetic generat prin mișcarea unei plasme conductive în interiorul unei stele. Această mișcare este creată prin convecție, care este o formă de transmitere a energiei care implică mișcarea fizică a materialului. Un câmp magnetic localizat exercită o forță plasmei, crescând efectiv presiunea fără să crească densitatea. Ca rezultat, regiunea magnetizată se ridică relativ spre partea rămasă a plasmei, în timp de ea atinge fotosfera stelei. Acestea creează pete pe suprafața stelei (cunoscute pentru Soare ca „pete solare”) și bucle coronale. 